# أتسوشي إيتو
أتسوشي إيتو (باليابانية: 伊藤 淳嗣) (مواليد 24 سبتمبر 1983)، هو لاعب كرة قدم ياباني سابق كان يلعب كلاعب وسط.

## وصلات خارجية
- أتسوشي إيتو على موقع رابطة كرة القدم اليابانية للمحترفين (اليابانية)
- أتسوشي إيتو على موقع قاعدة بيانات كرة القدم.إي يو (الإنجليزية)
- أتسوشي إيتو على موقع Soccerway.com (الإنجليزية)
- أتسوشي إيتو على موقع عالم كرة القدم.نت (الإنجليزية)